# Estanislau de Figueiredo Pamplona
Estanislau de Figueiredo Pamplona, genannt Benedicto oder Benedicto Zacconi, (* 24. März 1904 in Belém; † 29. Oktober 1973 ebenda) war ein brasilianischer Fußballnationalspieler.

## Karriere
Benedicto startete seine Laufbahn beim Clube do Remo in Belém. Schon bald wechselte er nach Rio de Janeiro zum Fluminense FC. Nach nur einem Jahr ging er zum Botafogo FR, dem er bis zum Ende seiner Laufbahn treu blieb.
Seine Laufbahn in der Nationalmannschaft begann bei der Campeonato Sudamericano 1925. Hier wurde er mit der Mannschaft Zweiter. Er war auch Mitglied des ersten WM-Teams bei der Weltmeisterschaft 1930, kam während des Turniers aber nicht zum Einsatz.
Die nachstehenden Einsätze in der Nationalmannschaft sind nachgewiesen.
Offizielle Länderspiele
- 17. Dezember 1925 gegen Paraguay, Ergebnis: 3:1
- 25. Dezember 1925 gegen Argentinien, Ergebnis: 2:2

Inoffizielle Spiele
- 20. Dezember 1925 Newell’s Old Boys, Ergebnis: 2:2

## Erfolge
Botafogo
- Staatsmeisterschaft von Rio de Janeiro: 1930, 1933, 1934